# Istituto delle Suore Serve di Maria Santissima Addolorata
L'Istituto delle Suore Serve di Maria Santissima Addolorata si trova in via Faentina a Firenze.
È casa madre e generalizia di una congregazione di suore Serve di Maria fondata nel 1854. Ha sede nell'antica villa appartenuta alla famiglia dei Minerbetti, che fu tra le maggiori di Firenze dal XIII al XVII secolo.

## Storia e descrizione

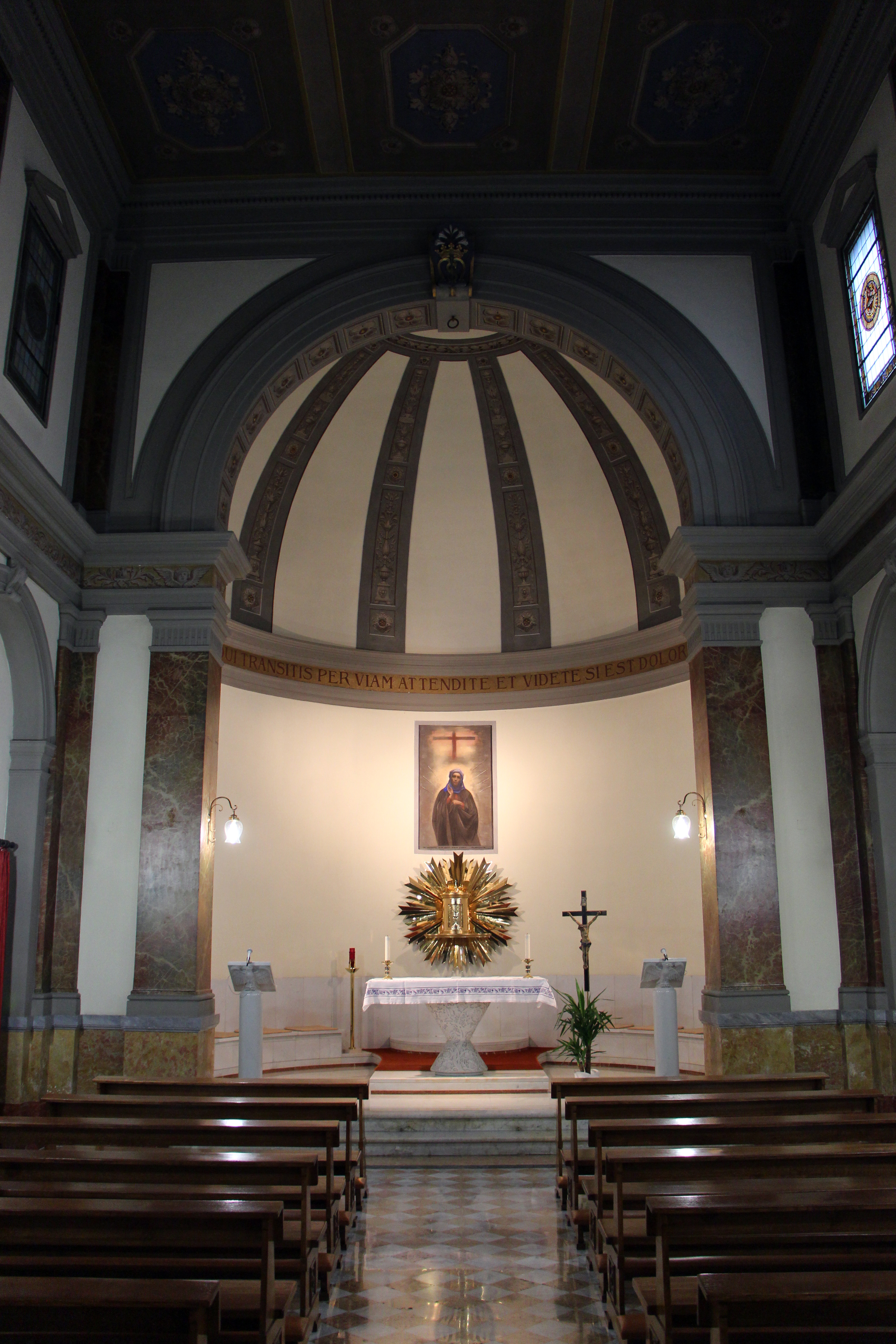
L'interno della chiesa

Affiancata dal complesso religioso si trova la chiesa-oratorio, costruita nel 1899 e dedicata alla Vergine Addolorata. Sull'altar maggiore Pietro Annigoni ha dipinto la Maria ai piedi della Croce (1986) e Silvestro Pistolesi ha effigiato su tela la Visitazione (1991). In una cappella laterale è la tomba di Madre Eleonora Giorgi, morta nel 1945, mentre in sagrestia una tela raffigura Santa Giuliana Falconieri, fondatrice del ramo femminile dell'ordine dei Servi di Maria, sepolta alla Santissima Annunziata.  Ci sono queste scuole al interno dell'istituto: materna, primaria, secondaria di primo grado e un liceo linguistico.

## Luogo di rifugio degli ebrei perseguitati durante l'Olocausto
Durante la seconda guerra mondiale, l'Istituto divenne uno dei principali luoghi di rifugio fiorentino degli ebrei perseguitati. Vi trovarono salvezza 12 ragazze ebree, polacche e belghe, che erano giunte come profughe a Firenze sotto l'assistenza della DELASEM.